# 쿼크 섞임

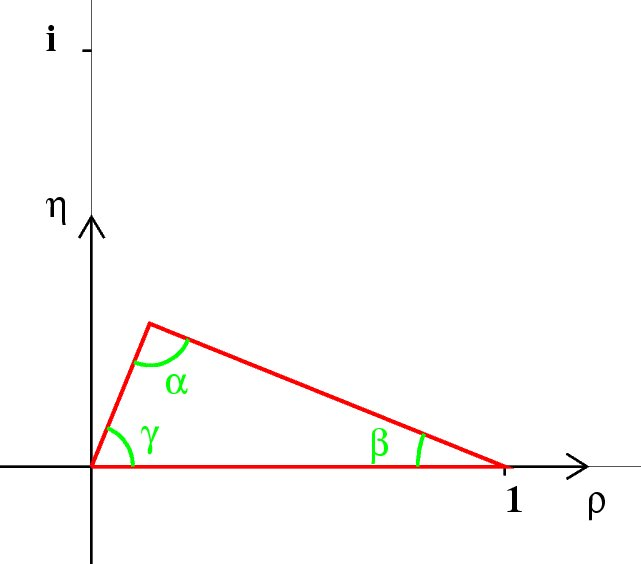

쿼크 섞임(quark mixing)이란 표준 모형에서, 약력에 의하여 쿼크의 맛깔이 바뀌는 현상을 말한다. 이 현상으로 인하여 약력은 CP 대칭을 위반한다.

## 역사
1963년에 니콜라 카비보가 2개의 세대에 대하여 제안하였다.
이후 고바야시 마코토와 마스카와 도시히데가 1973년에 이를 3세대로 확장하였다. 고바야시와 마스카와는 이 공로로 2008년 노벨 물리학상을 수상하였다.

## 정의
자연계의 힘 가운데 강력과 전자기력은 맛깔을 보존하지만 약력은 쿼크 섞임으로 인하여 그렇지 않다. 따라서 약력을 통하여 맛깔이 바뀌는 여러 과정이 가능하다. 예를 들어 중성자 붕괴
{\displaystyle n\to p+e^{-}+{\bar {\nu }}_{e}}
는 약력으로 다음과 같이 발생한다.
{\displaystyle d\to u+W^{+}\to u+e^{-}+{\bar {\nu }}_{e}}
여기서 아래 쿼크가 위 쿼크로 바뀌는 것을 볼 수 있다. 또한 무거운 강입자의 경우 더 가벼운 강입자로 붕괴하려면 역시 맛깔이 바뀌어야 하기 때문에 역시 쿼크 섞임으로 붕괴한다.
쿼크가 섞이는 정도는 3×3 유니타리 행렬인 쿼크 섞임 행렬 또는 카비보-고바야시-마스카와 (CKM) 행렬 V로 기술한다.
{\displaystyle {\begin{bmatrix}\left|d^{\prime }\right\rangle \\\left|s^{\prime }\right\rangle \\\left|b^{\prime }\right\rangle \end{bmatrix}}={\begin{bmatrix}V_{ud}&V_{us}&V_{ub}\\V_{cd}&V_{cs}&V_{cb}\\V_{td}&V_{ts}&V_{tb}\end{bmatrix}}{\begin{bmatrix}\left|d\right\rangle \\\left|s\right\rangle \\\left|b\right\rangle \end{bmatrix}}}
CKM 행렬은 유니타리 행렬이므로 9개의 실수 도움변수로 나타낼 수 있다. 이 가운데 5개는 표준 모형의 라그랑지안으로 흡수시킬 수 있어서 실제로 4개의 도움변수면 족하다.
일반적으로 이 4개의 변수는 다음과 같이 정의한다.
{\displaystyle V={\begin{bmatrix}c_{12}c_{13}&s_{12}c_{13}&s_{13}e^{-i\delta _{13}}\\-s_{12}c_{23}-c_{12}s_{23}s_{13}e^{i\delta _{13}}&c_{12}c_{23}-s_{12}s_{23}s_{13}e^{i\delta _{13}}&s_{23}c_{13}\\s_{12}s_{23}-c_{12}c_{23}s_{13}e^{i\delta _{13}}&-c_{12}s_{23}-s_{12}c_{23}s_{13}e^{i\delta _{13}}&c_{23}c_{13}\end{bmatrix}}}
여기서
{\displaystyle c_{ij}=\cos \theta _{ij}}
{\displaystyle s_{ij}=\sin \theta _{ij}}
이렇게 적으면 도움변수의 값은 실험 결과 다음과 같다.
θ12 = 13.04±0.05°, θ13 = 0.201±0.011°, θ23 = 2.38±0.06°, δ13 = 1.20±0.08.
네 도움변수 중 처음 셋은 크기가 매우 다른데, 이는 서로 다른 세대로 붕괴하는 현상은 드물기 때문이다. 이에 착안하여, 세 변수가 다 비슷한 크기를 갖도록 도움변수를 잡을 수 있는데, 이를 울펀스타인 변수라고 한다. 미국의 물리학자 링컨 울펀스타인(Lincoln Wolfenstein)이 1983년에 도입하였다.
λ = s12
Aλ2 = s23
Aλ3(ρ − iη) = s13e−iδ
이에 따르면 도움변수의 값은 다음과 같다.
λ = 0.2257+0.0009-0.0010, A = 0.814+0.021-0.022, ρ = 0.135+0.031-0.016, η = 0.349+0.015-0.017

## 같이 보기
- 렙톤 섞임 (PMNS 행렬)
- CP 위반
- 표준 모형